# 施氏準舌唇魚
條紋準舌唇魚（学名：Lobocheilos schwanenfeldii）为輻鰭魚綱鯉形目鲤科準舌唇魚属的鱼类。分布於亞洲蘇門答臘及爪哇島，體長可達33.5公分，棲息在中底層水域。

## 扩展阅读
維基物種上的相關：條紋準舌唇魚